# Cryptembia anandra
Cryptembia anandra is een insectensoort uit de familie Anisembiidae, die tot de orde webspinners (Embioptera) behoort. De soort komt voor in Colombia.
Cryptembia anandra is voor het eerst wetenschappelijk beschreven door Ross in 2003.